# Léonard Borzeix
Léonard Borzeix, né à Viam (Corrèze), le 4 mai 1876 et mort à Bugeat, en Corrèze, le 11 mars 1964, est un artiste peintre français.

## Biographie

### Jeunesse et carrière professionnelle
Léonard Borzeix est le fils de François Borzeix et de son épouse Jeanne, il est né dans une ferme du village de Condeau, sur la commune de Viam (Corrèze), et il reçoit à sa naissance les prénoms de Léonard Achille.
Il fait des études, au collège de Meymac (Corrèze), qui le conduisent à l'obtention du brevet ; son niveau d'instruction lui permet de devenir greffier à Bugeat, un office dans lequel il est chargé de la rédaction des sentences et des actes du juge de paix qui siège à Bugeat. À ces tâches de greffier, il ajoute des activités d'agent d'assurance.

### Activités artistiques
Les liens que Léonard Borzeix a tissés avec des artistes qui pratiquaient la peinture de paysage, dans la région de Limoges, ou dans la région de Bugeat, ont joué un grand rôle dans sa pratique picturale.
D'une douzaine d'années plus jeune que Charles Bichet, Léonard Borzeix a eu des échanges fréquents avec Bichet, professeur à l’école nationale des arts décoratifs de Limoges jusqu'en 1924 ; Borzeix sollicite les conseils de Bichet, lui montre ses travaux, achète telle ou telle de ses œuvres.
D'une quinzaine d'années plus âgé que Marcel Merguiller, qui, comme Borzeix, pratique la peinture de paysage en amateur averti, le greffier de Bugeat s'intéresse au travail pictural de Merguiller. Nous avons un souvenir des rencontres qui ont eu lieu, à Limoges, entre Borzeix et Bichet, un souvenir que nous a laissé Merguiller : « Environ tous les trois mois, Bichet recevait la visite de M. Borzeix, notable de Bugeat (Corrèze), qui aimait la peinture et essayait de peindre lui-même. Ce dernier était grand admirateur des œuvres de Bichet, qui le considérait comme un véritable ami ».
Léonard Borzeix a fait partie, à cette époque, d'un petit cercle d'artistes, certains amateurs, comme lui, d'autre professionnels, qui pratiquaient essentiellement la peinture de paysage, mais aussi la nature morte, ou le portrait, s'inscrivant le plus souvent dans le courant postimpressionniste ; il a constamment montré son intérêt pour le travail de certains de ces artistes, dont il achète des œuvres qui viennent orner sa maison de Bugeat, comme, par exemple, des peintures de Charles Bichet, d'Eugène Alluaud, de Jeanne Klein, de Marcel Merguiller
.

## Œuvres
Quelques œuvres de Léonard Borzeix inspirées par des sites de Bugeat et de sa région :
- Viam (Corrèze), 1935, huile sur toile 46x55 cm. Collection privée.
- Bugeat, 1935, huile sur toile 36x53 cm. Collection privée.
- Allée à Chalet, 1935, huile sur toile 53x36 cm. Collection privée.
- Bugeat, 1937, huile sur toile 41x33 cm. Collection privée.
- À Vezoux, 1944, huile sur toile 31,5x39,5 cm. Collection privée.

## Galerie

Œuvres de Léonard Borzeix
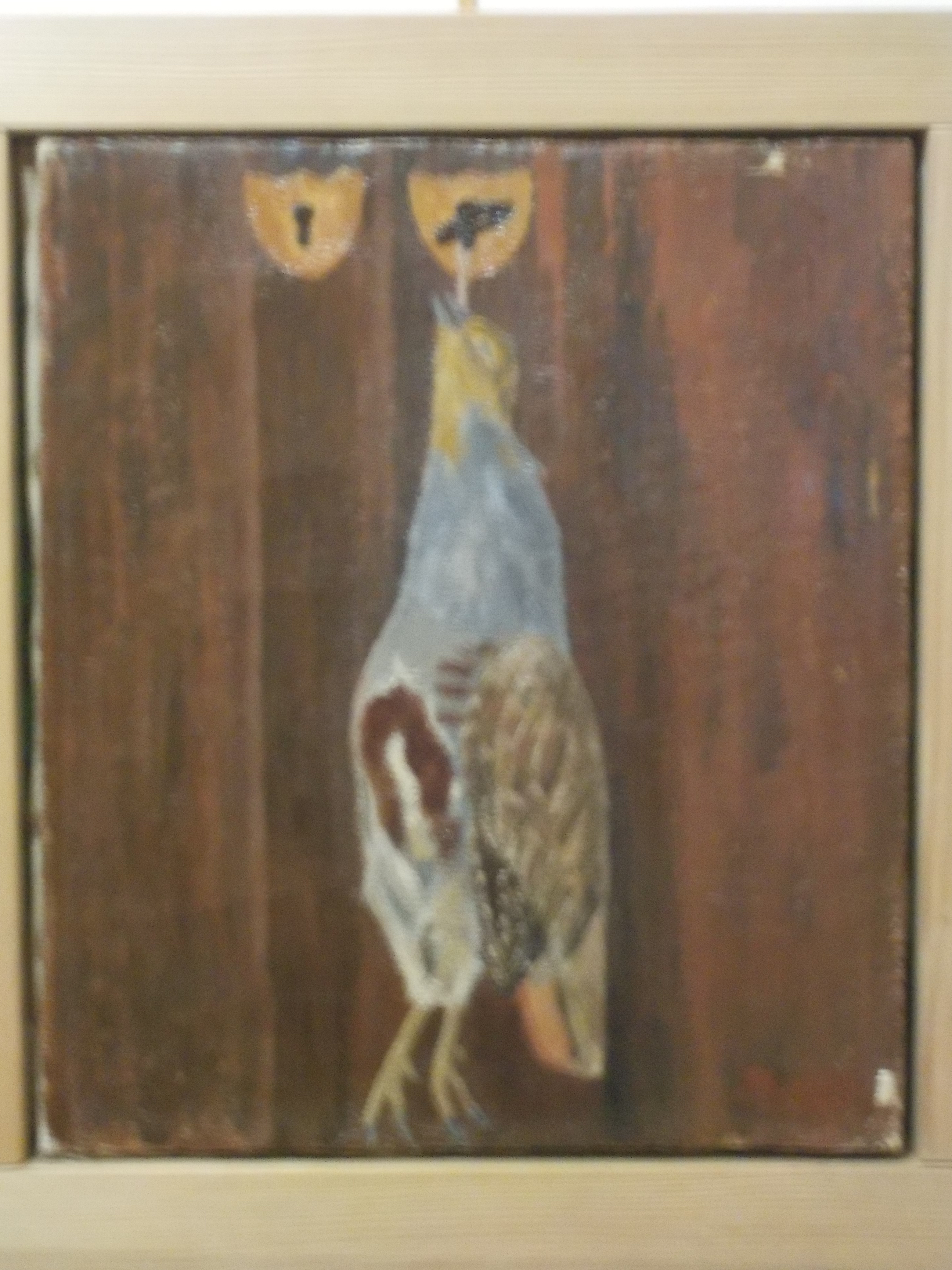
La Bécasse, huile sur toile, 31 x 27 cm, datée du 14 octobre 1924. Collection privée.
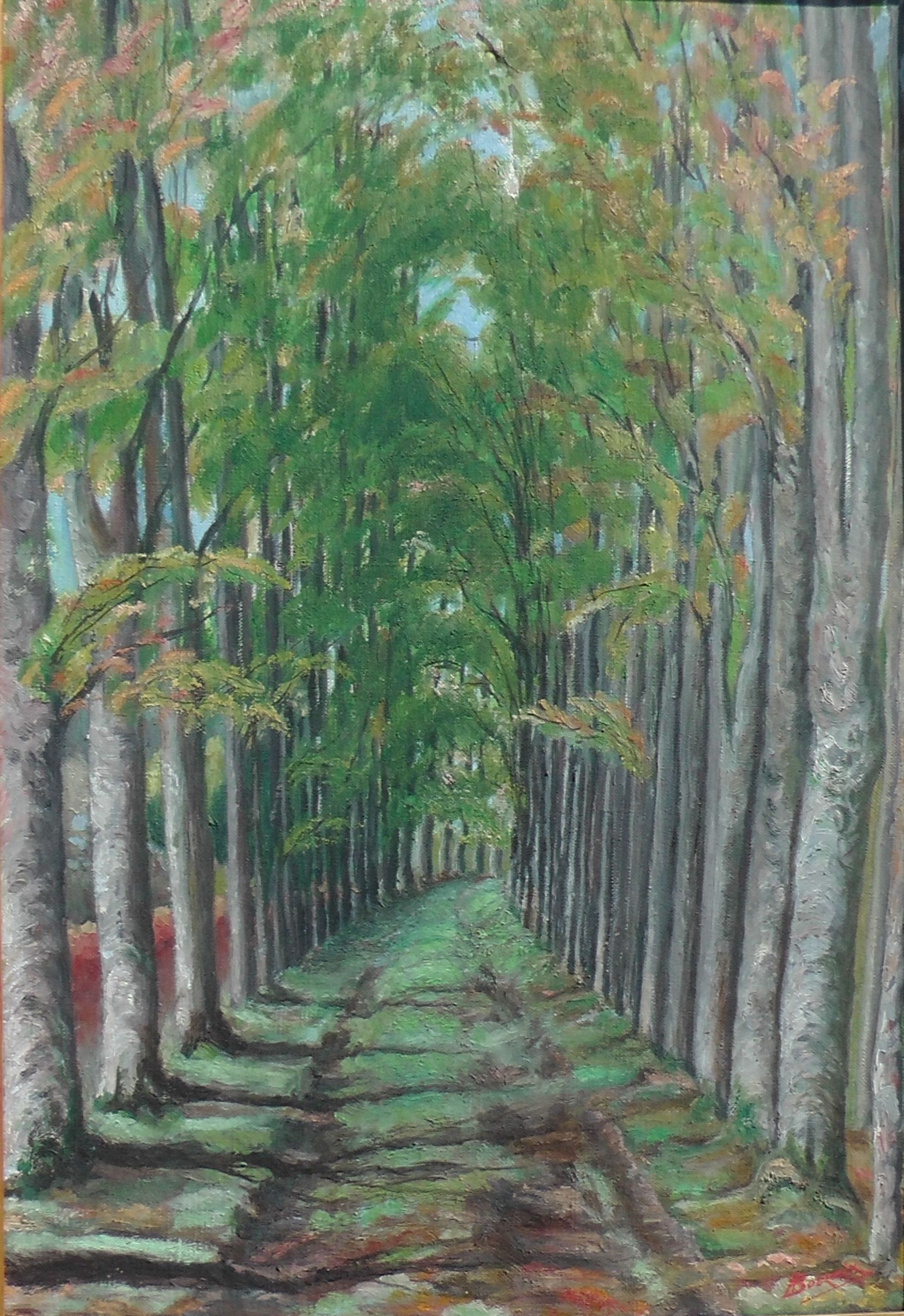
Allée à Chalet, 1935, huile sur toile, 53x36 cm. Collection privée.
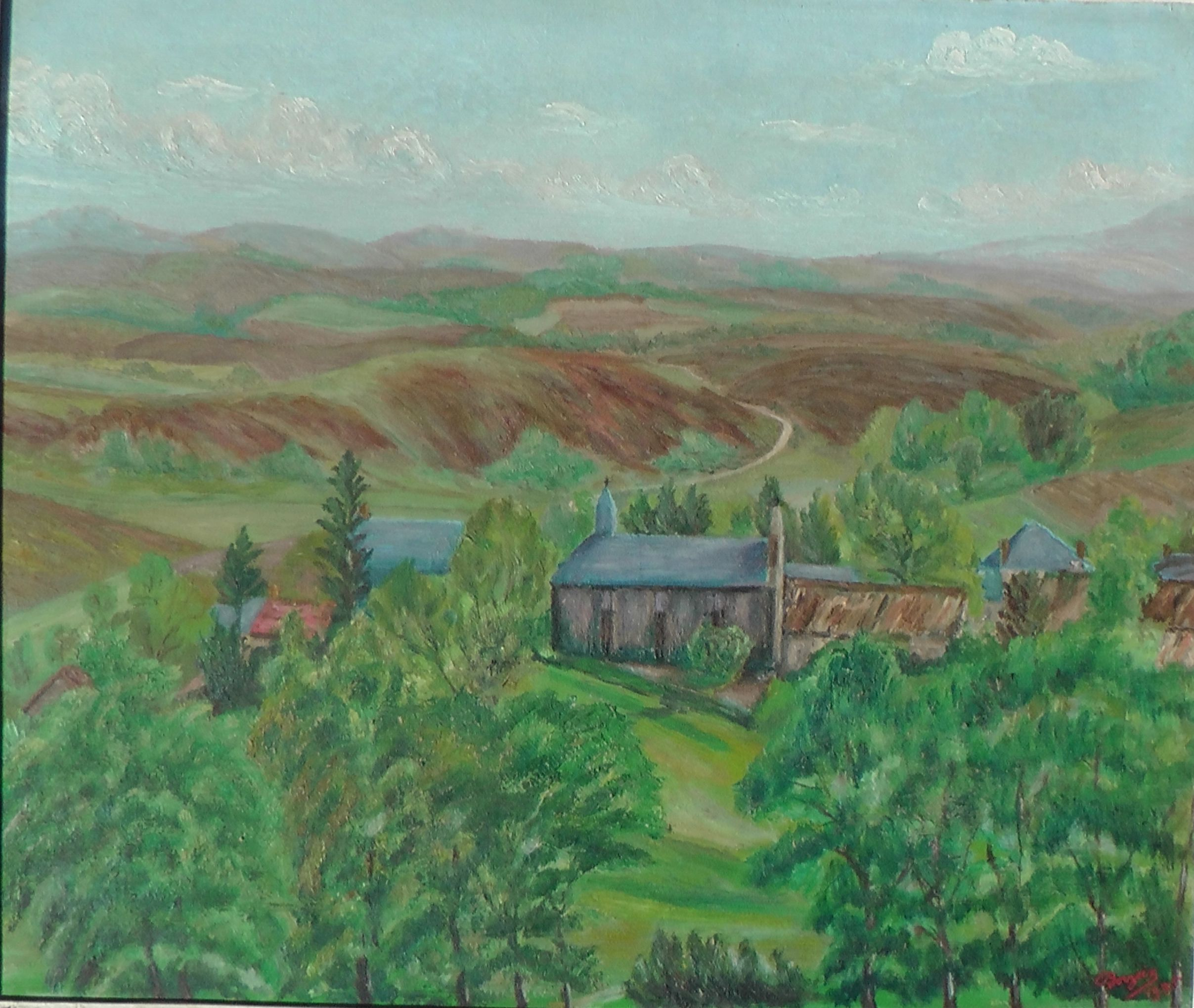
Viam (Corrèze), 1935, huile sur toile, 46x55 cm. Collection privée.
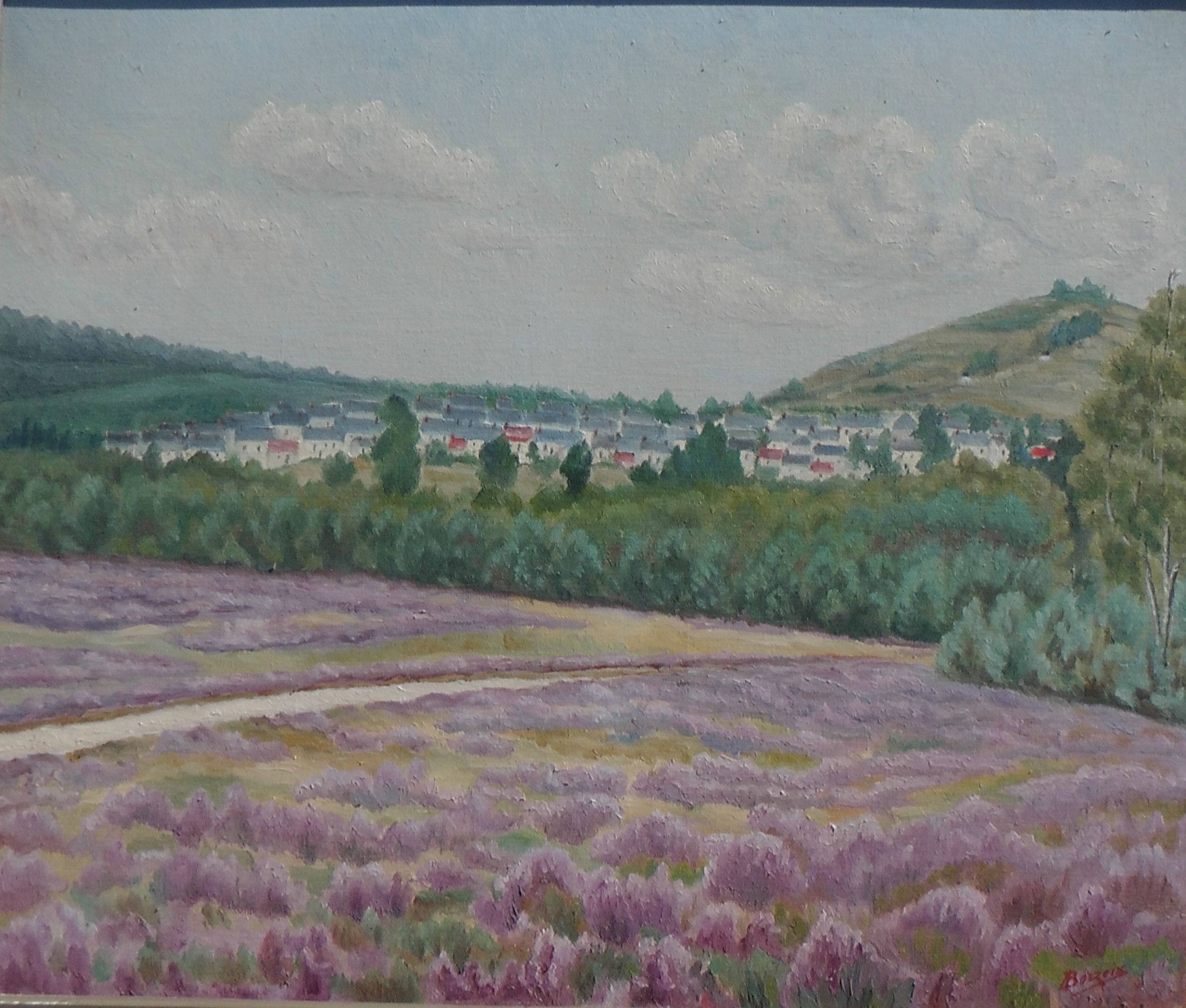
Bugeat, 1937, huile sur toile, 41x33 cm. Collection privée.
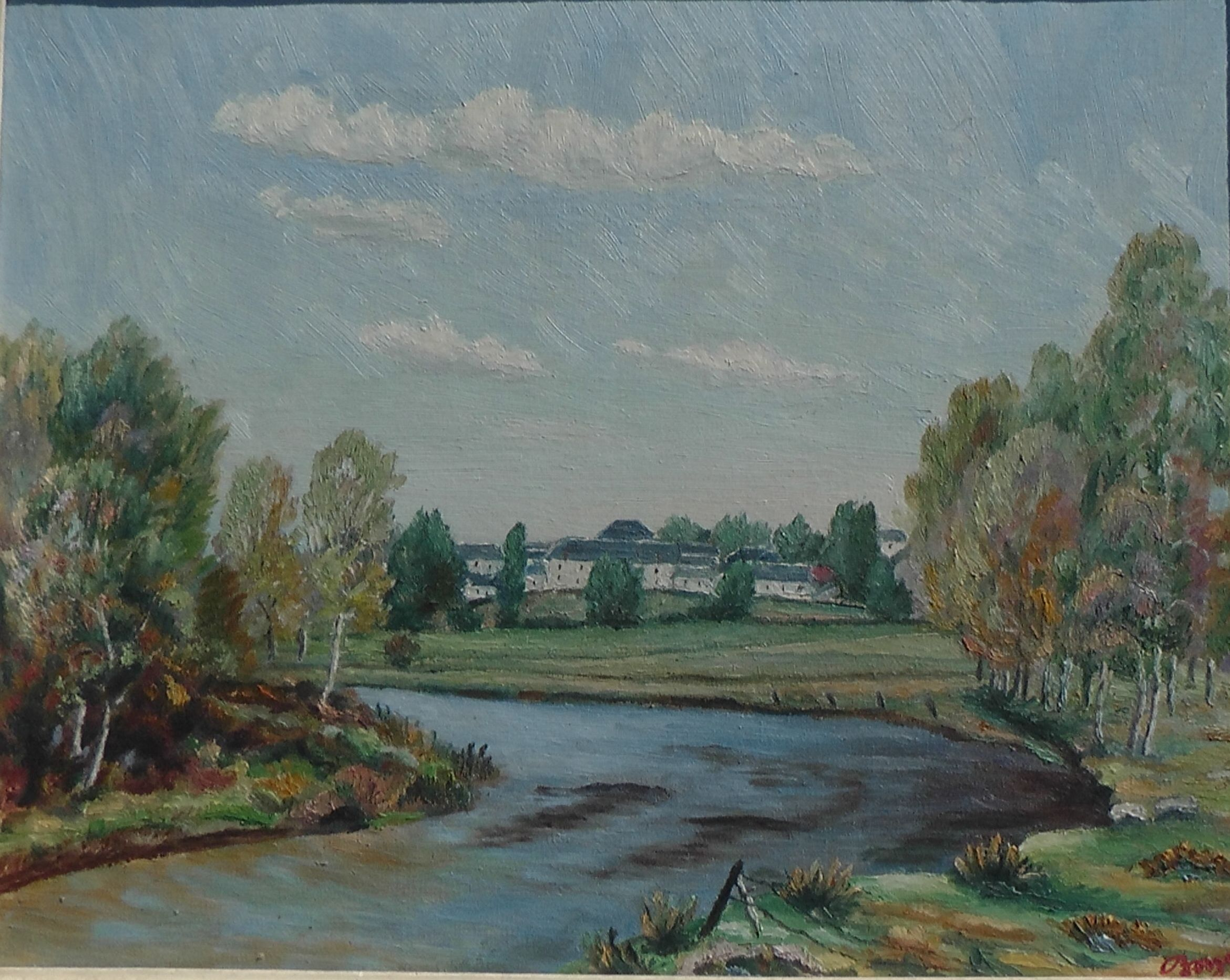
A Vezoux, 1944, huile sur toile, 31,5x39,5 cm. Collection privée.